# エリス (小惑星)
エリス (11980 Ellis) は、小惑星帯の小惑星の一つ。スペースウォッチ計画によりキットピーク天文台で発見された。
西オンタリオ大学で流星バースト通信に関する論文を書いた電子工学者のケリー・エリスに因んで命名された。